# Dacne pubescens
Dacne pubescens är en skalbaggsart som beskrevs av Boyle 1956. Dacne pubescens ingår i släktet Dacne och familjen trädsvampbaggar. Inga underarter finns listade i Catalogue of Life.